# Serīsh Bār
Serīsh Bār (persiska: سِرِشبار, سِريشبار, سَرَشبَر, چَهاراشپَر, سریش بار, Sereshbār) är en ort i Iran.   Den ligger i provinsen Zanjan, i den nordvästra delen av landet, 260 km väster om huvudstaden Teheran. Serīsh Bār ligger 1 844 meter över havet och antalet invånare är 273.
Terrängen runt Serīsh Bār är platt åt sydväst, men åt nordost är den kuperad.Runt Serīsh Bār är det ganska glesbefolkat, med 34 invånare per kvadratkilometer. Närmaste större samhälle är Zarrīnābād, 9,9 km söder om Serīsh Bār. Trakten runt Serīsh Bār består i huvudsak av gräsmarker.